# 寺崎貴司
寺崎 貴司（てらさき たかし、1962年10月6日 - ）は、テレビ朝日のアナウンサー。

## 来歴
東京都国立市出身。立教高等学校（現・立教新座高等学校）、立教大学法学部卒業。
職務経歴
1985年4月、テレビ朝日入社。
これまで、主に報道・情報番組の司会・リポーターとして活躍し、『モーニングショー』『気分はシャッフル』『ニュース&スポーツANN』『トゥナイト』『パワーワイド』『紺野美沙子の科学館』などに出演。→#出演
1994年10月より『お昼のN天ワイド』の前半部分のキャスターを担当（ - 1995年3月）。
2006年10月より、『サンデープロジェクト』の総合司会を担当 （ - 2010年3月）。
2009年10月より、『ワイド!スクランブル』の男性メインキャスターを担当 （ - 2014年3月）。
2014年4月より、『ANNスーパーJチャンネル』のメインキャスターを担当（ - 2016年3月）。
2015年4月5日より、『はい!テレビ朝日です』の進行役を担当（ - 2022年9月）。
アナウンス部副部長ともなり、2015年8月からはテレビ朝日アスクに出向となり、GM兼校長に就任。
2022年10月に定年を迎え、嘱託職となる。2023年現在はテレビ朝日アスクの業務に専念しているため、アナウンサーとして担当している番組はない。

## パーソナルデータ
好きなこと : ラジオを聴きながら通勤 兼 ウォーキング（ツーキング・ウォーキング）をすること。

## 家族
息子の寺崎未来は、琉球朝日放送のアナウンサー。

## 出演

### 過去の出演番組
| 期間       | 期間       | 番組名                    | 役職                   | 備考                          |
| ---------- | ---------- | ------------------------- | ---------------------- | ----------------------------- |
| 1986年7月  | 1986年9月  | 気分はシャッフル          | 司会                   |                               |
| 1987年1月  | 1987年9月  | モーニングショー          | サブ司会               |                               |
| 1987年10月 | 1990年10月 | OH!エルくらぶ             | レギュラー出演         |                               |
| 1987年10月 | 1988年3月  | ANNニュースライナー       | 週末担当キャスター     |                               |
| 1987年10月 | 1988年3月  | ニュース&スポーツANN      | ニュース担当キャスター |                               |
| 1988年4月  | 1992年9月  | トゥナイト                | サブ司会でのレポーター |                               |
| 1992年10月 | 1993年3月  | 人間探検!もっと知りたい!! | 司会                   |                               |
| 1994年10月 | 1995年3月  | お昼のN天ワイド           | 前半部分でのキャスター |                               |
| 1995年4月  | 1996年3月  | パワーワイド              | アシスタント           |                               |
| 2000年10月 | 2002年9月  | スクープ21→ザ・スクープ   | メインキャスター       |                               |
| 2006年4月  | 2006年9月  | やじうまプラス            | 土曜版総合司会         |                               |
| 2006年10月 | 2010年3月  | サンデープロジェクト      | 総合司会               |                               |
| 2009年10月 | 2014年3月  | ワイド!スクランブル       | メインキャスター       | 以前は、コーナー司会を担当    |
| 2014年4月  | 2016年3月  | ANNスーパーJチャンネル    | 週末メインキャスター   | 2015年4月より、土曜日のみ放送 |

その他
- 紺野美沙子の科学館
- 題名のない音楽会（2018年9月8日、石丸幹二の代役）
- はい!テレビ朝日です（2015年4月5日 - 2022年9月25日、進行役）

## 映画
- 映画ドラえもん のび太のひみつ道具博物館（2013年） - 警官・作業員役（声の出演）